# Гігірьово
Гігірьо́во (рос. Гигирёво) — присілок у Солнечногорському районі Московської області Російської Федерації

## Розташування
Гигирьово входить до складу міського поселення Солнечногорськ, воно розташовано на схід від Солнечногорська, поруч із озером Сенеж. Найближчі населені пункти Редіно Дубініно, Хметьєво селище санаторію Міністерства оборони.

## Населення
Станом на 2002 рік у присілку не було мешканців, у 2010 році тут мешкало 2 особи.